# Pizza fritta
La pizza fritta  è un prodotto alimentare tipico delle regioni centro-meridionali e in particolare di Campania e Lazio.
In Abruzzo e in Molise vengono chiamate anche Pizzonte e spesso sono ricoperte o farcite dai salumi e dai latticini tipici.

## Caratteristiche
Di aspetto e consistenza simile allo gnocco fritto emiliano, le pizze fritte laziali (pizz fritt in vernacolo locale), molto diffuse in provincia di Rieti e Frosinone sono prodotte con pasta di pizza fritta e si possono mangiare condite con affettati come prosciutto, salame o lonza.

## Storia
Alla fine della seconda guerra mondiale la città di Napoli era priva di tutto, anche la pizza napoletana era diventata quasi un lusso: per farla ci voleva il forno a legna e poi andava condita con la mozzarella e il pomodoro, che spesso non si trovavano e comunque costavano. Ci voleva qualcosa di facile da fare per chi doveva venderlo, e di economico per chi doveva comprarlo, per questo viene vista come sorella povera della pizza al forno. Famosa era la "pizza a otto", mangiata subito ma pagata dopo otto giorni.
Fu così che il napoletano inventò la "pizza fritta", definita anche "pizza del popolo" perché venduta per le strade dalle donne, per arrotondare l'economia familiare del dopoguerra.
Di solito durante la frittura le pizze fritte si gonfiano, per cui presentano una parte interna vuota, che è ideale riempire con del companatico. Eventuali pizze fritte sottili e senza interno morbido possono essere condite con la Nutella o simile, dopo essere state eventualmente cosparse di zucchero.
Della pizza napoletana fritta e del periodo del suo massimo fulgore è rimasta una testimonianza illustre nell'episodio del film L'oro di Napoli, diretto da Vittorio De Sica, in cui Giacomo Furia, venditore di pizze fritte, va all'affannosa ricerca di un anello che la moglie infedele (Sophia Loren) finge di aver perso nell'impasto.

## Pizza fritta in altre tradizioni
Nella cucina napoletana, con lo stesso nome si indica il calzone fritto (il tipico contiene ricotta, provola, cicoli o salame napoletano), che differisce dalle pizze fritte laziali perché queste ultime non hanno ripieno.
Nella provincia di Avellino la pizza fritta è equivalente a quella dell'alto Lazio, solamente che in questo caso viene gustata così com'è, oppure con l'aggiunta di menta e rosmarino (soprattutto nel paese di Nusco). Nella zona dell'Irpinia prende il nome di pizzillo, nato probabilmente come metodo per utilizzare l'impasto del pane avanzato, la frittura conferisce al prodotto una crosta esterna e un interno morbido; in alcune zone viene preparato con l'aggiunta di menta fresca e in altre viene farcito con pecorino di Carmasciano o salumi locali.
Nella provincia di Catania, nei comuni di Zafferana Etnea e Viagrande, è diffusa la pizza siciliana fritta (chiamata comunemente siciliana), un calzone fritto che nella versione classica è ripieno con formaggio e acciughe salate.
In tutto l'Abruzzo e in parte del Molise invece, ricordano le classiche Montanare anche se più grandi e spesso vengono anche farcite, come quelle napoletane.